# Cronologie de regenți japonezi

## Cronologia regenților
Familia Fujiwara (Sessho, Kampaku)
Yoshifusa (numit oficial în anul 866) - 858-872 
Mototsune - 873-891 
Tadahira - 930-949 
Saneyori - 967-970 
Koretada - 970-972 
Kanemichi - 973-977 
Yoritada - 977-986 
Kaneiye - 986-990 
Michitaka - 990-995 
Michikane (are funcția de regent șapte zile, după care moare) - 995 
Michinaga - 996-1017 
Yorimichi - 1017-1068 
Norimichi - 1068-1075 
Morozane - 1075-1094 
Moromichi - 1094-1999 
Tadazane - 1106-1121 
Tadamichi - 1121-1158 
Motozane - 1158-1166 
Motofusa - 1166-1179 
Motomichi (prima oară) - 1179-1183 
Moroiye - 1184 
Motomichi (a doua oară) - 1184-1186 
Kanezane - apr.1186-1203
Familia Hojo (Sessho, Shikken)
Tokimasa - 1203-1205 
Yoshitoki (fiul lui Tokimasa) - 1205-iul.1224
Yasutoki (fiul lui Yoshitoki) - iul.1224-1242
Tsunetoki (nepotul lui Yasutoki) - 1242-apr.1246
Tokiyori (fratele lui Tsunetoki) - 1246-1256 
Tokimune (fiul lui Tokiyori) - 1256-1284 
Sadatoki (fiul lui Tokimune, avea 14 ani în momentul instalării sale ca regent) - 1284-1301 
Morotoki (vărul lui Sadatoki) - 1301-1316 
Takatoki - 1316-1333
Familia imperială
Konoe Ieznae - 1206-1228 
Kujo Michiie (prima oară) - 1128-1231 
Kujo Yorimichi - 1232-1235 
Kujo Michiie (a doua oară) - 1235-1237 
Konoe Kanetsune - 1237-1242